# Galinsoga parviflora
Galinsoga parviflora és una espècie de planta asteràcia nativa d'Amèrica del Sud i allà té diversos noms comuns incloent els de Guasca (Colòmbia) i Mielcilla (Costa Rica). El seu epítet específic, parviflora significa que "de flors petites". Va ser portada dels del Perú als Kew Gardens l'any 1796, i més tard se'n va escapar i es va asilvestrar a la Gra Bretanya. També es troba, com introduïda, a Catalunya i el País Valencià. A Colòmbia es fa servir com espècia o en amanides i també es fa servir a la medicina tradicional africana. A gran part del món és considerada una mala herba.
És una planta herbàcia que fa fins a 75 cm d'alt. Les flors es disposen en petits capítols. Les floretes del disc central del capítol són grogues i tubulars.